# 哈茨堡 (伊利諾伊州)
哈茨堡（英語：Hartsburg）是位於美國伊利諾伊州洛根縣的一個村落。

## 地理
哈茨堡的座標為40°15′04″N 89°26′27″W / 40.25111°N 89.44083°W，而該地最高點為海拔高度184米（即604英尺）。

## 人口
根據2010年美國人口普查的數據，哈茨堡的面積為0.36平方千米，當中陸地面積為0.36平方千米，而水域面積為0.00平方千米。當地共有人口314人，而人口密度為每平方千米872人。